# منصة مغلقة
المنصة المغلقة، الحديقة المسورة أو المحمية هي عبارة عن نظام برامجي يتيح لمزود الخدمة التحكم بالبرمجيات التطبيقية، المحتويات الرقمية والإعلام الرقمي. بالإضافة لمنع الوصول إلى مواد وتطبيقات غير مسموح بها. وهذا يخالف المنصات المفتوحة حيث أن المستخدمين أحرار في الوصول إلى مايشاؤون.

## أمثلة
مراقبة أنشطة المستخدمين المحليين ومنع وصولهم لبعض المواقع الخارجية.
تستخدم كل من كوريا الشمالية وكوبا، بالإضافة لميانمار نظام الإنترنت الداخلي المنفصل عن باقي الإنترنت لمراقبة أنشطة المستخدمين المحليين ومنع وصولهم لبعض المواقع الخارجية.